# Magsingal
Magsingal ist eine Stadtgemeinde in der philippinischen Provinz Ilocos Sur und liegt am Südchinesischen Meer. Im Osten grenzt sie an die Provinz Abra. In dem 85 km² großen Gebiet lebten im Jahre 2015 30.792 Menschen, wodurch sich eine Bevölkerungsdichte von 362 Einwohnern pro km² ergibt. Die flache Gegend besitzt an der Küste mehrere Strände.
In Magsingal befindet sich die Pfarrkirche San Guillermo de Aquitania, die als National Cultural Treasure eingestuft ist.
Magsingal ist in folgende 30 Baranggays aufgeteilt:
| - Alangan - Bacar - Barbarit - Bungro - Cabaroan - Cadanglaan - Caraisan - Dacutan - Labut - Maas-asin | - Macatcatud - Namalpalan - Manzante - Maratudo - Miramar - Napo - Pagsanaan Norte - Pagsanaan Sur - Panay Norte - Panay Sur | - Patong - Puro - San Basilio - San Clemente - San Julian - San Lucas - San Ramon - San Vicente - Santa Monica - Sarsaracat |